# Vedat Erincin

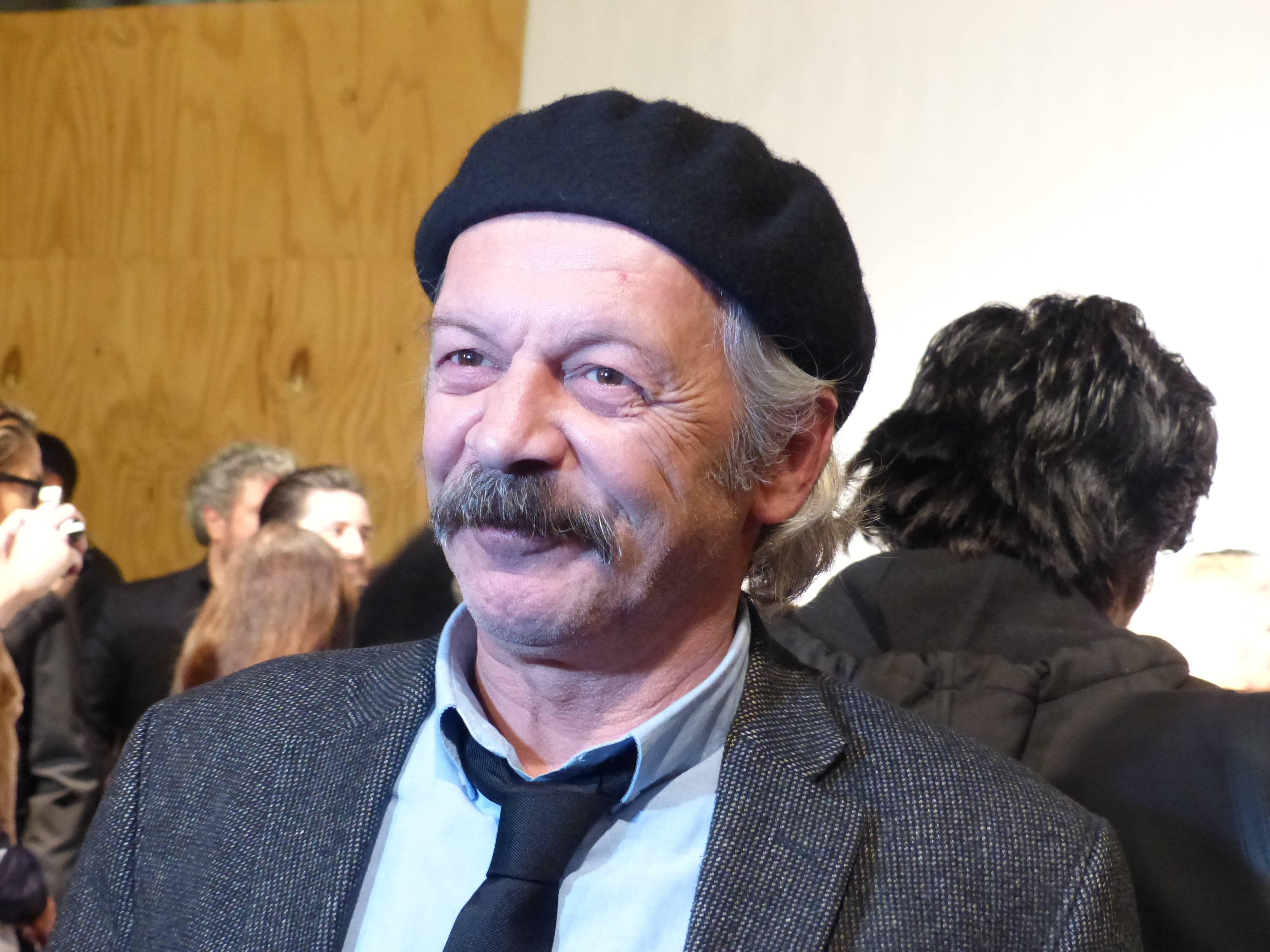
Vedat Erincin bei der Premiere von „300 Worte Deutsch“

Vedat Erincin (* 1957 in Istanbul) ist ein in Deutschland wirkender Schauspieler türkischer Herkunft. Der Mitbegründer des Wuppertaler Wupper-Theaters und ehemalige Leiter des Arkadaş Theaters widmet sich der interkulturellen Theaterarbeit.

## Werdegang
Erincin kam 1978 nach Deutschland und begann hier ein Textilstudium. Daneben inszenierte er in türkischen Vereinen bereits Theaterstücke. 1986 stieß er als Berufsschauspieler zum Ensemble des Arkadaş Theaters. 1991 war er Mitbegründer des Wupper-Theaters in Wuppertal, wo er bis 2003 tätig war. Danach als Schauspieler, Regisseur und Kindertheaterautor wieder am Arkadaş übernahm er dort bis 2006 die Leitung des Theaters. Auch Hörspielarbeit als Sprecher, u. a. in den WDR-Produktionen Fremde Heimat (1992) von Ismail Dogan und Nursel Köses Der Schlangenbrunnen (2000). Erincin gehörte auch zum Ensemble der Uraufführung von Sema Merays Wegen der Ehre (2008).
Zu seinen ersten Film- und Fernsehauftritten gehört die Rolle des Kadir in Evet, ich will! (2008). In der deutsch-türkischen Kinokomödie Almanya – Willkommen in Deutschland, die ins Wettbewerbsprogramm der Berlinale 2011 eingeladen wurde, übernahm er die Hauptrolle des alten Hüseyin. Im selben Jahr wurde er für seine Nebenrolle eines aufgeklärten islamischen Geistlichen in Shahada für den Deutschen Filmpreis nominiert.

## Filmografie (Auswahl)
- 2008: Evet, ich will!
- 2010: Shahada
- 2010: Wilsberg: Gefahr im Verzug (Fernsehreihe)
- 2011: Almanya – Willkommen in Deutschland
- 2011: Franzi (Fernsehserie, Folge Sitar und Dudelsack)
- 2011: Tatort: Der Weg ins Paradies (Fernsehreihe)
- 2012: Brüder
- 2012: Kuma
- 2012: Alarm für Cobra 11: Gier
- 2012: Auslandseinsatz
- 2012: SOKO Leipzig: Gefrorenes Blut
- 2012: Agent Ranjid rettet die Welt
- 2013: Willkommen bei Habib
- 2013: Wie Tag und Nacht
- 2014: 300 Worte Deutsch
- 2014: Welcome to Karastan (Lost in Karastan)
- 2015: Nachspielzeit (Fernsehfilm)
- 2015: Macho Man
- 2015: Alarm für Cobra 11: Vendetta
- 2015: Vergesst mich nicht
- 2015: Von glücklichen Schafen
- 2016: Plötzlich Türke
- 2016: Ein starkes Team: Geplatzte Träume (Fernsehfilm)
- 2017: Rock My Heart – Mein wildes Herz
- 2017: Das deutsche Kind (Fernsehfilm)
- 2017: Das Verschwinden (Fernsehserie)
- 2017: Kommissar Pascha
- 2017: Das Institut – Oase des Scheiterns (Fernsehserie, Folge Crashkurs Deutsch)
- 2017: Kalp Atışı (Fernsehserie)
- 2018: Extraklasse (Fernsehfilm)
- 2019: Der Auftrag
- 2019: Marie fängt Feuer – Stürmische Zeiten (Fernsehreihe)
- 2019: jerks. (Fernsehserie, Staffel 03 Episode 03 Babas Tod)
- 2020: Cukur (Fernsehserie)
- 2021: Ruhe! Hier stirbt Lothar
- 2021: Stille Post
- 2021: Extraklasse 2+ (Fernsehfilm)
- 2022: SOKO Hamburg (Fernsehserie, Folge Schweig oder stirb)
- 2022: Nord bei Nordwest – Der Andy von nebenan
- 2022: Geschichten vom Franz
- 2023: Familie Anders: Willkommen im Nest (Fernsehreihe)
- 2023: Familie Anders: Zwei sind einer zu viel (Fernsehreihe)
- 2023: Faraway
- 2023: Der Metzger traut sich (Fernsehfilm)
- 2023: Helen Dorn: Der kleine Bruder
- 2024: Familie Anders: Die rosarote Brille (Fernsehreihe)
- 2024: Familie Anders: Mann Nummer 1 (Fernsehreihe)
- 2024: Ich hab den Weihnachtsmann geküsst (Fernsehfilm)